# Syngrapha nyiwonis
Syngrapha nyiwonis är en fjärilsart som beskrevs av Matsumura 1925. Syngrapha nyiwonis ingår i släktet Syngrapha och familjen nattflyn. Inga underarter finns listade i Catalogue of Life.